# STK17A
STK17A (англ. Serine/threonine kinase 17a) – білок, який кодується однойменним геном, розташованим у людей на короткому плечі 7-ї хромосоми. Довжина поліпептидного ланцюга білка становить 414 амінокислот, а молекулярна маса — 46 558.
| 10         |  | 20         |  | 30         |  | 40         |  | 50         |
| ---------- |  | ---------- |  | ---------- |  | ---------- |  | ---------- |
| MIPLEKPGSG |  | GSSPGATSGS |  | GRAGRGLSGP |  | CRPPPPPQAR |  | GLLTEIRAVV |
| RTEPFQDGYS |  | LCPGRELGRG |  | KFAVVRKCIK |  | KDSGKEFAAK |  | FMRKRRKGQD |
| CRMEIIHEIA |  | VLELAQDNPW |  | VINLHEVYET |  | ASEMILVLEY |  | AAGGEIFDQC |
| VADREEAFKE |  | KDVQRLMRQI |  | LEGVHFLHTR |  | DVVHLDLKPQ |  | NILLTSESPL |
| GDIKIVDFGL |  | SRILKNSEEL |  | REIMGTPEYV |  | APEILSYDPI |  | SMATDMWSIG |
| VLTYVMLTGI |  | SPFLGNDKQE |  | TFLNISQMNL |  | SYSEEEFDVL |  | SESAVDFIRT |
| LLVKKPEDRA |  | TAEECLKHPW |  | LTQSSIQEPS |  | FRMEKALEEA |  | NALQEGHSVP |
| EINSDTDKSE |  | TKESIVTEEL |  | IVVTSYTLGQ |  | CRQSEKEKME |  | QKAISKRFKF |
| EEPLLQEIPG |  | EFIY       |  |            |  |            |  |            |

A: Аланін

C: Цистеїн

D: Аспарагінова кислота

E: Глутамінова кислота

F: Фенілаланін

G: Гліцин

H: Гістидин

I: Ізолейцин

K: Лізин

L: Лейцин

M: Метіонін

N: Аспарагін

P: Пролін

Q: Глутамін

R: Аргінін

S: Серин

T: Треонін

V: Валін

W: Триптофан

Кодований геном білок за функціями належить до трансфераз, кіназ, серин/треонінових протеїнкіназ, фосфопротеїнів. 
Задіяний у такому біологічному процесі, як апоптоз. 
Білок має сайт для зв'язування з АТФ, нуклеотидами. 
Локалізований у ядрі.
Італійське дослідження довгожителів та супердовгожителів 2021 року показало можливий зв'язок генів STK17A та COA1 з довготривалістю життя.